# James Glaisher

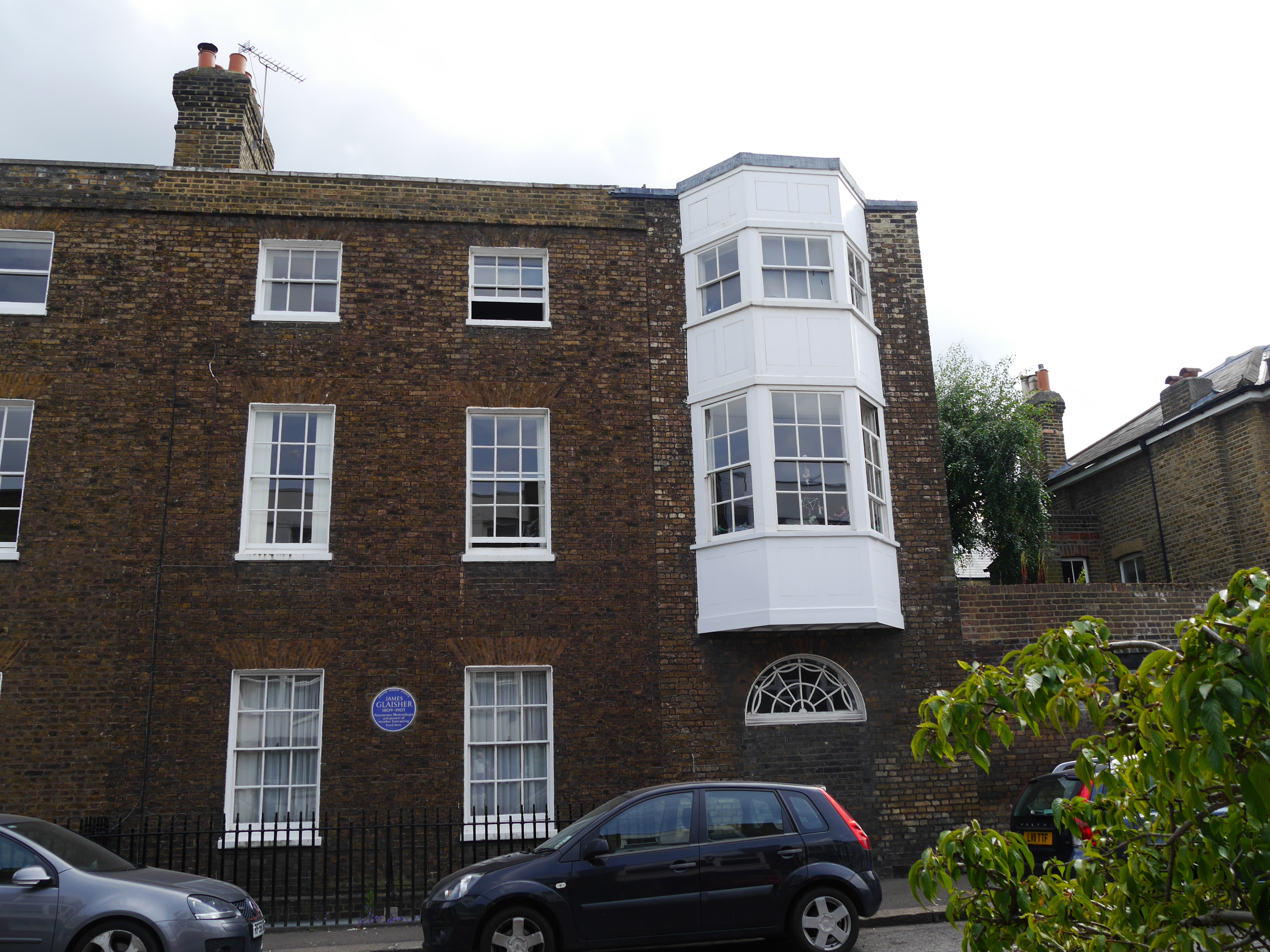
Nº 20 de Dartmouth Hill, Londres

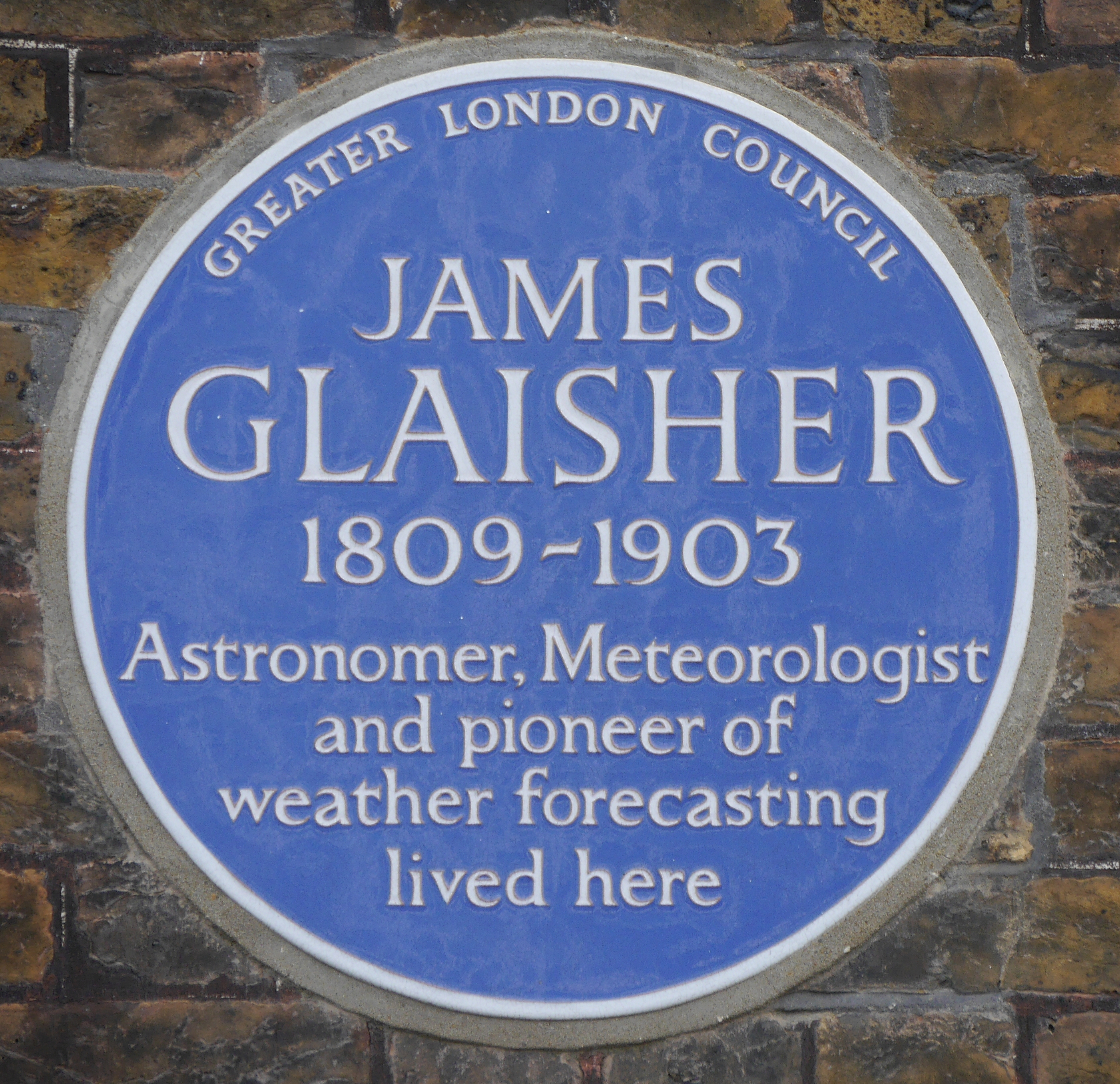
Placa conmemorativa azul, en el nº 20 de Dartmouth Hill

James Glaisher (7 de abril de 1809 – 7 de febrero de 1903) fue un meteorólogo, aeronauta y astrónomo británico.

## Biografía
Nacido en Rotherhithe, hijo de un relojero de Londres, Glaisher fue ayudante en el Observatorio de Cambridge entre 1833 y 1835, antes de obtener su traslado al Real Observatorio de Greenwich, donde trabajó durante treinta y cuatro años, llegando a ser Superintendente del Departamento de Meteorología y Magnetismo.
En 1845 publicó sus tablas del punto de rocío para la medición de la humedad atmosférica, siendo elegido Socio de la Royal Society en junio de 1849.
Fue miembro fundador de la Sociedad Meteorológica Real (1850) y de la Sociedad Aeronáutica de Gran Bretaña (1866), así como presidente de la Sociedad Meteorológica Real (1867-1868). También fue elegido miembro de La Sociedad Fotográfica, más tarde convertida en la Sociedad Fotográfica Real (1854), siendo su presidente en los períodos 1869-1874 y 1875-1892. Permaneció como miembro de esta sociedad hasta su muerte.
Es conocido como pionero de la exploración atmosférica con globos. Entre 1862 y 1866, normalmente acompañado por Henry Tracey Coxwell como su copiloto, Glaisher realizó numerosos ascensos para medir la temperatura y humedad de la atmósfera en sus niveles más altos. Su ascenso del 5 de septiembre de 1862 rompió el registro mundial de altitud, dándose la circunstancia de que en aquella época no se disponía de los medios necesarios para obtener lecturas de altitud más allá de los 8.800 metros. Uno de los palomos que los acompañaban murió durante la ascensión. Estimaciones posteriores sugieren que pudo ascender a más de 9.500 metros, o incluso hasta los 10.900 metros sobre el nivel del mar.
Glaisher vivió en el nº 22 de Dartmouth Hill, Blackheath, Londres, donde existe en la actualidad una placa azul en su memoria. Murió en Croydon, Surrey en 1903, a los 93 años de edad.

## Familia
En 1843 contrajo matrimonio con Cecilia Louisa Belville, una hija de Henry Belville, Ayudante en el Observatorio Real de Greenwich. James y Cecilia Glaisher tuvieron dos hijos, Ernest Glaisher y el matemático James Whitbread Lee Glaisher (1848–1928), y una hija.

## Eponímia
- El cráter lunar Glaisher lleva su nombre, aprobado por la UAI en 1935.[11]